# (14344) 1985 CP2
(14344) 1985 CP2 là một tiểu hành tinh vành đai chính. Nó được phát hiện bởi Henri Debehogne ở Đài thiên văn La Silla ở Chile ngày 15 tháng 2 năm 1985.